# Riposo durante la fuga in Egitto (Annibale Carracci)
Il Riposo durante la fuga in Egitto è un dipinto del pittore Annibale Carracci realizzato circa nel 1604 e conservato nel Museo dell'Ermitage a San Pietroburgo in Russia.

## Storia
Il dipinto è stato fatto intorno 1604, probabilmente in origine nella collezione di Jacques Stella, che la portò a Parigi dall'Italia; nel 1672 il dipinto era già nella collezione dell'abate Deno de La Nu; inoltre, è probabile che il dipinto appartenesse alla famiglia Le Mera, poiché sullo stemma di Francois de Poigli è presente uno stemma di questa famiglia. Successivamente, nel 1772, fu acquistato da Pierre Crozat nella sua collezione. Fu acquistato dall'imperatrice  Caterina II  e, quindi, fu tra i primi arrivi nella collezione del futuro Ermitage. È esposto nel palazzo del Nuovo Ermitage nella sala 231 (scuola italiana). A metà del XVII secolo, un maestro sconosciuto fece una copia del formato rettangolare dall'immagine, che era prima nella collezione del Duca d'Orléans, poi al Conte di Sutherland e infine finì al Princeton University Art Museum. Un'altra antica copia di formato rotondo è nella Kunsthalle di Berna e la terza copia rettangolare fu andata all'asta di Christie's il 31 luglio 1956. Infine, un'altra copia rotonda è disponibile in una delle collezioni private negli Stati Uniti d'America.

## Descrizione
Sul lato sinistro del dipinto è raffigurata la Madonna col Bambino addormentato circondato da due angeli, San Giuseppe a destra porta l'asino a dissetarlo. Le figure si trovano sullo sfondo di un paesaggio con alberi staccati; in lontananza sulla collina è visibile il perimetro di una città. La radiografia del dipinto mostra che in originale era una figura maschile, probabilmente un'immagine di Cristo ("Cristo con gli angeli nel deserto"), ma Carracci dipinse la Madonna sopra. I numeri 1800 sono tracciati in arancione nella parte inferiore centrale:corrispondono al numero con cui il dipinto è stato inserito nel primo catalogo manoscritto dell'Ermitage, iniziato nel 1797. L'immagine illustra un episodio del Vangelo di Matteo (2,13-23), quando Maria e Giuseppe con il neonato Gesù fuggono in Egitto. Nell'apocrifo del Vangelo dello pseudo-Matteo (cap. XX) c'è una descrizione dell'episodio. 